# Дербеневская улица
Дербе́невская улица — улица в Даниловском районе Южного административного округа города Москвы.

## Географическое положение
Проходит по восточной границе 1267, 1268, 1269 кварталов Даниловского района. Проходит от 3-го Дербеневского переулка (на севере) до стыка Дербеневской и Павелецкой набережных (на юге), улица лежит между Дербеневской набережной (с востока) и Летниковской улицей (с запада). Дербеневская улица имеет пересечения с 9 проездами, открытыми для движения автотранспорта: Дербеневская набережная, 1-й и 3-й Дербеневские переулки, Жуков проезд, 3-й и 4-й Кожевнические переулки, улица Кожевнический Вражек, Павелецкая набережная, 1-й Павелецкий проезд.

## История

### Этимология
Название дано по урочищу Дербеневка, упоминавшемуся в XIV в. Версии происхождения этого названия возводит его к встречающемуся в письменных источниках XVII в. термину «дерба», «дербина» — «залежь; заросшая пашня, с которой срезается (сдирается) верхний слой; пашня; заросшая лесом или кустарником; понижение, занятое луговой растительностью, кочкарником».
Названия и улицы, и набережной произносятся с ударением на вторую букву «е»; буквы «ё» в слове нет: Дербе́невская (от урочища Дербе́невка). При этом на практике распространено и произношение Дербенёвская.

### Кожевенная слобода
В XVII в. образуется Кожевенная слобода, в черту которой попадает урочище Дербеневка. Дербеневская улица (именуемая до XVIII в. Дербенской, позже, в XIX в., — Дербеновской) стала одной из центральных улиц слободы.

## Примечательные здания и сооружения
Всего по Дербеневской ул. зарегистрировано 160 зданий, бо́льшая часть — нежилые.

По чётной стороне:
- Дом 10 — Дом для служащих на мануфактуре товарищества «Эмиль Циндель» в Москве. Жилой дом из кирпича, сооружён во второй половине XIX в.;
- Дом 14 корп. 4 — Технологический колледж № 34;
- Дом 16 — Всероссийский центр художественного творчества учащихся и работников начального профессионального образования;
- Дом 20 — Бывший Дербеневский химический завод. Осенью 2020 года начался планомерный снос зданий завода.[3]
- Владение 22 — Московский дрожжевой завод «Дербеневка», основанный в 1870 г. действительным статским советником Б. А. Гивартовским.

По нечётной стороне:
- Владение 1 — Бизнес-парк «Дербеневский», расположенный на территории упразднённого филиала № 1 Кожевенного производственного объединения РосКожПрома (отреставрирован ГК Экоофис);
- Дом 5 — Управление Федерального казначейства по Московской области;
- Дом 7 — Постройки и каменная труба на кружевной фабрике В. А. Гивартовского (1901, 1903, 1906; арх. А. Э. Эрихсон);
- Дом 11 стр. 1 — Универсальный магазин Общества потребителей Кожевнического фабрично-заводского района;
- Владение 11А — Бывший Московский электроламповый завод «Кинолампа» (позже — заводы «Электролампа», «Мосдеталь», «Сапфир»);
- Дом 13 — Лицей № 1553. Сооружён в 2010 г.

## Транспорт
По северному участку Дербеневской улицы без остановок проходят автобусы 913, с932.
Ближайшие станции метро —  Павелецкая,  Павелецкая,  Пролетарская,  Крестьянская Застава.
Недалеко от улицы находится железнодорожная станция Москва-Товарная-Павелецкая Павелецкого направления МЖД, а в будущем МЦД-5

## Факты
Севернее пересечения Дербеневской ул. с Жуковым пр. предположительно расположен задел под станцию «Дербеневская» в перегоне «Павелецкая» — «Автозаводская» Замоскворецкой линии. Неоткрытая промежуточная станция имеет недостроенный наклон. В настоящее время строительство станции не входит в планы Московского метрополитена.

### Сноски
1. ↑  Подсчёт Архивная копия от 18 августа 2017 на Wayback Machine длины Дербеневской улицы произведён инструментом «Измерение расстояния», предоставленным поисково-информационным картографическим сервисом Яндекс.Карты.